# Francie na Zimních olympijských hrách 1980
Francii na Zimních olympijských hrách v roce 1980 reprezentovala výprava 22 sportovců (16 mužů a 6 žen) ve 6 sportech.

## Medailisté
| Medaile | Jméno            | Sport           | Soutěž           |
| ------- | ---------------- | --------------- | ---------------- |
| Bronz   | Perrine Pelenová | Alpské lyžování | Ženy obří slalom |